# Panzergrenadierbrigade 41
Die Panzergrenadierbrigade 41 „Vorpommern“ (PzGrenBrig 41) mit Sitz des Stabes in Neubrandenburg ist eine Brigade des deutschen Heeres. Sie ist der 1. Panzerdivision unterstellt. Der Verband bezeichnet sich selbst auch als das „Heer im Nordosten“, denn ihre Truppenteile stehen in Mecklenburg-Vorpommern, dem nördlichen Sachsen-Anhalt und im östlichen Schleswig-Holstein.

## Auftrag
Die Brigade stellt schwerpunktmäßig Truppen für Einsätze in nationalen und multinationalen Verbänden mit dem Ziel der Konfliktverhütung und Krisenbewältigung im Rahmen der NATO oder Europäischen Union. Weiterhin erfüllt die Brigade im Angriffsfall Aufgaben zur Landesverteidigung und zur Verteidigung verbündeter NATO-Staaten.

## Verbandsabzeichen und Motto
Das Verbandsabzeichen weist auf die Stationierung im Landesteil Vorpommern hin. Das blau-weiß geteilte Wappenschild zeigt einen roten Greif mit goldfarbenem Schnabel und Klauen. Die Treue und Beständigkeit (Blau) sowie Reinlichkeit und Weisheit (Weiß bzw. Silber) symbolisierenden Farben sind die pommerschen Landesfarben. Der Greif ist das Symbol des pommerschen Fürstenhauses und seit 1212 im Schild der slawischen Fürsten nachgewiesen. Heraldisch bedeutet dieses Fabelwesen eine Mischung aus Löwe und Adler, Stärke, Stolz und Gerechtigkeit. Obwohl das Herzogtum Pommern mehrfach Teilungen hinnehmen musste, wurde der Greif in allen Landesteilen immer im Wappen geführt. Die silberne Kordel mit eingeflochtenen schwarzen Faden ist ungewöhnlich für die meisten Brigaden. In der „alten“ Bundesrepublik war diese Form der Umrandung nur typisch für Divisionen. Das Motto der Brigade lautet „Fähig zu kämpfen – Bereit zu helfen – Wir im Nordosten“.

## Gliederung

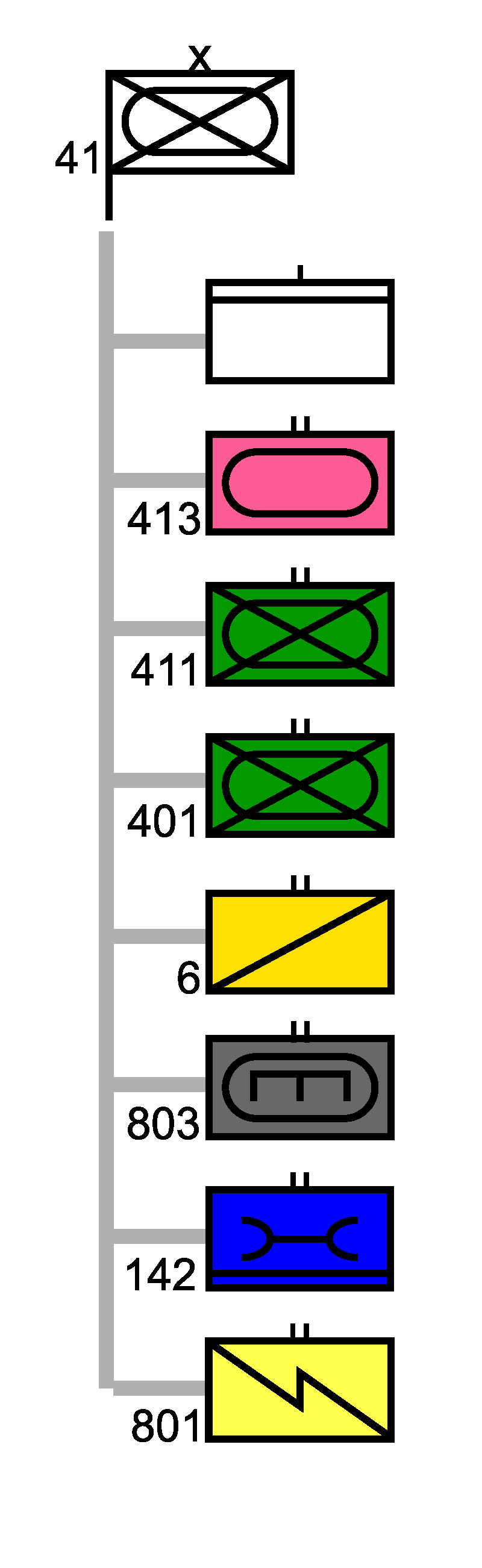
Gliederung der Brigade vor Neuausrichtung

- Stabs-/Fernmeldekompanie Panzergrenadierbrigade 41, Neubrandenburg
- Panzergrenadierbataillon 411, Viereck (Vorpommern)
- Panzergrenadierbataillon 401, Hagenow
- Aufklärungsbataillon 6, Eutin
- Panzerpionierbataillon 803, Havelberg
- Versorgungsbataillon 142, Hagenow
- Panzergrenadierbataillon 908, Viereck (Vorpommern), Ergänzungstruppenteil (Couleur: Panzergrenadierbataillon 411. Nicht aktiv. Kein eigenes Großgerät vorhanden bzw. langzeitlagernd.)

## Geschichte
Die Geschichte der Brigade begann mit der Auflösung der Nationalen Volksarmee der DDR 1990. Aus den von der 9. Panzerdivision der NVA übernommenen Teilen wurde 1991 die Heimatschutzbrigade 41 „Vorpommern“ in Eggesin, Mecklenburg-Vorpommern aufgestellt. 1994 wurde das letzte NVA-Gerät abgegeben, die Brigade 1995 in Panzergrenadierbrigade 41 umbenannt und der NATO unterstellt.
1997 half die Brigade beim Oderhochwasser. 2002 verlegte der Stab nach Torgelow und wurde auch beim Elbehochwasser 2002 im Katastrophenschutz eingesetzt.
2007 wechselte die Unterstellung der Brigade von der 14. Panzergrenadierdivision zur 13. Panzergrenadierdivision. 2007 wechselte die Unterstellung des Panzerpionierbataillon 803 (Havelberg) von der aufgelösten Panzergrenadierbrigade 1 zur Panzergrenadierbrigade 41.
Mit Auflösung der 13. Panzergrenadierdivision Mitte 2013 wurde die Panzergrenadierbrigade 41 der 1. Panzerdivision unterstellt.
Ausgelöst durch den Angriffskriegs Russland gegen die Ukraine wird das Heer seit April 2023 erneut einer umfassenden Umgliederung unterzogen. Im Rahmen dieser Maßnahmen wird u. a. damit begonnen die Mittleren Kräfte als neue Kräftekategorie einzuführen, deren Kern die Panzerbrigade 21 „Lipperland“ in Augustdorf, sowie die Panzergrenadierbrigade 41 bilden werden. Die Brigade hat in diesem Zusammenhang ihr Jägerbataillon 413 an die Panzerbrigade 21 abgegeben. Darüber hinaus ist geplant, dass die Schützenpanzer Marder in den Jahren 2024 und 2025 durch gepanzerte Radfahrzeuge ersetzt werden.

### Einsätze
Seit 1996 wurde die Brigade bei IFOR, SFOR, KFOR und der UN-Beobachtungsmission in Georgien (UNOMIG), eingesetzt. 2005/2006 folgte die Verwendung als 13./4. Einsatzkontingent KFOR/EUFOR; 2007/2008 war die Brigade im Rahmen der ISAF-Mission als 15. deutsches Einsatzkontingent in Afghanistan eingesetzt; 2009 stellte sie wieder für ein Jahr die Kräfte für den KFOR-Einsatz im Kosovo.
Im Jahr 2016 stellte das Aufklärungsbataillon 6 „Holstein“ 120 Soldaten in einer gemischten Aufklärungskompanie für das erste deutsche Einsatzkontingent MINUSMA in Mali. Das Panzergrenadierbataillon 401 aus Hagenow stellte einen QRF-Zug auf TPz Fuchs.
In der zweiten Jahreshälfte 2018 stellten Teile des Panzergrenadierbataillons 401 die Schutzkompanien im Regional Command North der Resolute Support-Mission in Masar-I-Sharif in Afghanistan, zum Schutz der Ausbilder bei der Ausbildung der afghanischen Streitkräfte.
Teile des Panzergrenadierbataillons 411 sowie des Jägerbataillons 413 stellten in der zweiten Jahreshälfte 2019 das Schutzbataillon Regional Command North im Resolute Support-Mission in Masar-I-Sharif in Afghanistan. Die Schutzkräfte sind im gesamten Bereich des RC North, so auch in Kunduz und Meymaneh eingesetzt.
Das Panzergrenadierbataillon 401 aus Hagenow entsandte im Juni 2020 200 Soldaten nach Afghanistan für das multinationale Schutzbataillon Regional Command North mit dem Auftrag, gemeinsam mit den in Deutschland ausgebildeten georgischen Schutzkräften Einrichtungen und Ausbilder bei der Ausbildung der afghanischen Streitkräfte in Nordafghanistan zu schützen.

## Liste der Kommandeure
| Nr. | Name                                       | von              | bis                |
| --- | ------------------------------------------ | ---------------- | ------------------ |
| 14. | Brigadegeneral Ralf Peter Hammerstein      | 18. April 2024   |                    |
| 13. | Brigadegeneral Christian Nawrat            | 18. Januar 2021  | 18. April 2024     |
| 12. | Brigadegeneral Andreas Durst               | 10. April 2018   | 18. Januar 2021    |
| 11. | Brigadegeneral Oliver Kohl                 | 01. Januar 2016  | 10. April 2018     |
| 10. | Brigadegeneral Jürgen-Joachim von Sandrart | 23. August 2013  | 01. Januar 2016    |
| 09. | Brigadegeneral Andreas Marlow              | 01. Juli 2011    | 23. August 2013    |
| 08. | Brigadegeneral Benedikt Zimmer             | 04. Mai 2009     | 30. Juni 2011      |
| 07. | Brigadegeneral Klaus von Heimendahl        | 24. Juli 2007    | 04. Mai 2009       |
| 06. | Brigadegeneral Josef Niebecker             | 01. Februar 2004 | 24. August 2007    |
| 05. | Brigadegeneral Hans-Lothar Domröse         | Januar 2000      | 31. Januar 2004    |
| 04. | Brigadegeneral Wolfgang Otto               | Januar 1999      | Dezember 1999      |
| 03. | Brigadegeneral Ernst-Heinrich Lutz         | 01. Oktober 1994 | Dezember 1998      |
| 02. | Oberst Werner Widder                       | 01. April 1992   | 30. September 1994 |
| 01. | Brigadegeneral Hans-Peter von Kirchbach    | 01. April 1991   | 31. März 1992      |